# Halidi
Halidi su binarni kemijski spojevi halogenoga elementa u oksidacijskom stanju (-1) i nekoga drugoga elementa (s različitom elektronegativnošću). 
Halidi su fluoridi, kloridi, bromidi, jodidi, astatidi. Najčešći je primjer kuhinjska sol (natrijev klorid, NaCl), koji se u prirodi pojavljuje kao mineral halit.
Mnoge soli su halidi. Svi alkali stvaraju halide. Pri sobnoj temperaturi to su bijele čvrste tvari.

## Vanjske poveznice
- http://www.indium.com/halogen-free/assets/PDF/Indium8_9HF_Overview.pdf  Arhivirana inačica izvorne stranice od 17. ožujka 2012. (Wayback Machine)
- http://www.pearsonhighered.com/educator/product/Housecroft-Inorganic-Chemistry-3e/9780131755536.page